# یواس‌اس شروپورت (ال‌پی‌دی-۱۲)
یواس‌اس شروپورت (ال‌پی‌دی-۱۲) (به انگلیسی: USS Shreveport (LPD-12)) یک کشتی است که طول آن ۱۷۳٫۷ متر (۵۷۰ فوت) می‌باشد. این کشتی در سال ۱۹۶۶ ساخته شد.